# Aibonito (Hatillo)
Aibonito es un barrio ubicado en el municipio de Hatillo en el estado libre asociado de Puerto Rico. En el Censo de 2010 tenía una población de 2816 habitantes y una densidad poblacional de 143,76 personas por km².

## Geografía
Aibonito se encuentra ubicado en las coordenadas 18°20′57″N 66°46′31″O / 18.34917, -66.77528. Según la Oficina del Censo de los Estados Unidos, Aibonito tiene una superficie total de 19.59 km², de la cual 19.59 km² corresponden a tierra firme y (0.01%) 0 km² es agua.

## Demografía
Según el censo de 2010, había 2816 personas residiendo en Aibonito. La densidad de población era de 143,76 hab./km². De los 2816 habitantes, Aibonito estaba compuesto por el 85.19% blancos, el 3.76% eran afroamericanos, el 0.11% eran asiáticos, el 8.81% eran de otras razas y el 2.13% pertenecían a dos o más razas. Del total de la población el 99.22% eran hispanos o latinos de cualquier raza.